# Rivière Bisby
Rivière Bisby är ett vattendrag i Kanada.   Det ligger i provinsen Québec, i den sydöstra delen av landet, 300 km öster om huvudstaden Ottawa. Rivière Bisby ligger vid sjön Lac Aylmer.
I omgivningarna runt Rivière Bisby växer i huvudsak blandskog. Runt Rivière Bisby är det glesbefolkat, med 10 invånare per kvadratkilometer.